# Cacophony
Cacophony és un grup de música estatunidenc del decenni que va dels anys 80 als anys 90 xopat per un estil speed metal barrejant-lo amb un extrem virtuosisme a les guitarres, llur solos tenen reminiscències de la música clàssica més barroca.
La banda està encapçalada per en Jason Becker, un dels guitarristes capaços de dur a terme majors floritures dins del Heavy Metal i la música amb guitarra elèctrica en general, més específicament el metal neoclàssic. L'altre membre del grup és en Marty Friedman, mestre virtuós i filigrana ex guitarrista de Megadeth.
Tanmateix cal dir que si bé aquesta banda romangué dins la xarxa "underground", va ser qui va marcar la pauta i el desenllaç de l'última època del heavy metal cap al final de la dècada dels 80.
Aquesta colla de músics no va continuar component car en Jason Becker va desenvolupar una malaltia al cap de poc. En concret va contraure esclerosi lateral amiotròfica (ELA, la malaltia d'en Lou Gehrig), una malaltia que l'afecta tot paralitzant-lo i impedint-li progressivament l'ús de llur aparell motor, cosa que el dugué a l'aturada definitiva de l'activitat ensems que al final de Cacophony. Aquest fou el final d'un dels grups que més han promès de la història del Heavy Metal.

## Història
El seu primer àlbum Speed Metal Symphony, va ser predominantement instrumental, va mesclar estil clàssic i hard rock amb les escales exòtiques de Friedman (Molt esclaridor és al tema "The Ninja"). Aquest disc ens ofereix música excepcionalment presta, melòdica i tècnica.
El seu segon llançament Go Off! va ser un disc més encarat als temes vocals tot i que seguien fatxendejant amb sengles guitarres. 	
A més a més d'en Becker, d'en Friedman i d'en Marrino, va entrar un nou baixista i un nou bateria. La bateria fou tocada per en Deen Castronovo. Tanmateix però la imatge del nou bateria Kenny Stavropoulos estava inclosa a la coberta del darrere del disc. Les guitarres en aquest disc són més tècniques i l'harmonització de les línies i dels solos és diferent del que se sol veure en temes de heavy metal com per exemple Iron Maiden o Judas Priest.

## Trencament
Tot i que el segon disc no va anar bé comercialment, Cacophony no es va dissoldre a causa d'això. El grup va acabar els seus dies perquè en Jason Becker es va unir amb en David Lee Roth i en Marty Friedman es va unir a Megadeth. En Becker al cap de poc va deixar el grup degut a la malaltia i en Friedman va deixar Megadeth molt més endavant. Ambdós tenen diversos àlbums com a solistes que inclouen un bon reguitzell d'estils musicals diferents. L'àlbum d'en Jason Becker Perpetual Burn és considerat un dels millors àlbums shred neoclàssics de tots els temps.

## Discografia
Cacophony:
- Speed Metal Symphony - 1987
- Go Off! - 1988

Jason Becker (en solitari):
- Perpetual Burn - 1988
- Perspective - 1996
- The Raspberry Jams - 1999
- The Blackberry Jams - 2003

Marty Friedman (en solitari):
- Dragon's Kiss Shrapnel Records - 1988
- Scenes Shrapnel Records - 1992
- Introduction Roadrunner Records - 1995
- True Obsessions Shrapnel Records - 1996
- Music For Speeding Favored Nations - 2003
- Loudspeaker Avex Trax - 2006

## Membres
- Marty Friedman - Guitarrista
- Jason Becker - Guitarrista
- Peter Marrino - Vocalista
- Oriax Beniz - Baix
- Deen Castronovo - Bateria
- Kenny Stavropoulos - Bateria
- Craig Swain - Baix